# New South Wales Institute of Sport
New South Wales Institute of Sport (NSWIS) är ett lagstadgat organ under Institute of Sport Act, placerat i Sydney Olympic Park. Det grundades 1995 efter en rapport som föreslog central koordinering och granskning av elitsportprogram. Arbetet började officiellt 1996, och institutet har idag närmre 700 idrottare i institutet eller på individuella stipendier, och tillhandahåller 31 program i 24 sporter.